# Coração de Jesus (kommun)
Coração de Jesus är en kommun i Brasilien.   Den ligger i delstaten Minas Gerais, i den sydöstra delen av landet, 400 km öster om huvudstaden Brasília. Antalet invånare är 26 035.
Följande samhällen finns i Coração de Jesus:
- Coração de Jesus

Omgivningarna runt Coração de Jesus är huvudsakligen savann. Runt Coração de Jesus är det ganska glesbefolkat, med 27 invånare per kvadratkilometer.